# العلاقات الغينية الكولومبية
العلاقات الغينية الكولومبية هي العلاقات الثنائية التي تجمع بين غينيا وكولومبيا.

## مقارنة بين البلدين
هذه مقارنة عامة ومرجعية للدولتين:
| وجه المقارنة                                              | غينيا       | كولومبيا        |
| --------------------------------------------------------- | ----------- | --------------- |
| المساحة (كم2)                                             | 245.86 ألف  | 1.14 مليون      |
| عدد السكان (نسمة)                                         | 12.72 مليون | 49.07 مليون     |
| الكثافة السكانية (ن./كم²)                                 | 51.74       | 43.04           |
| العاصمة                                                   | كوناكري     | بوغوتا          |
| اللغة الرسمية                                             | لغة فرنسية  | اللغة الإسبانية |
| العملة                                                    | فرنك غيني   | بيزو كولومبي    |
| الناتج المحلي الإجمالي (بليون دولار)                      | 10.50 مليار | 309.19 مليار    |
| الناتج المحلي الإجمالي (تعادل القوة الشرائية) بليون دولار | 15.24 مليار | 724.96 مليار    |
| الناتج المحلي الإجمالي الاسمي للفرد دولار أمريكي          | 531         | 7.60 ألف        |
| الناتج المحلي الإجمالي للفرد دولار أمريكي                 | 1.22 ألف    | 13.36 ألف       |
| مؤشر التنمية البشرية                                      | 0.411       | 0.720           |
| رمز المكالمات الدولي                                      | +224        | +57             |
| رمز الإنترنت                                              | .gn         | .co             |
| المنطقة الزمنية                                           | 00          | 00              |

## منظمات دولية مشتركة
يشترك البلدان في عضوية مجموعة من المنظمات الدولية، منها:
| علم المنظمة | اسم المنظمة                               | تاريخ انضمام غينيا | تاريخ انضمام كولومبيا |
| ----------- | ----------------------------------------- | ------------------ | --------------------- |
|             | مؤسسة التنمية الدولية                     | 26 سبتمبر 1969     | 16 يونيو 1961         |
|             | يونسكو                                    | 2 فبراير 1960      | 31 أكتوبر 1947        |
|             | وكالة ضمان الاستثمار متعدد الأطراف        | 5 أكتوبر 1995      | 30 نوفمبر 1995        |
|             | الأمم المتحدة                             | 12 ديسمبر 1958     | 5 نوفمبر 1945         |
|             | الفريق المعني برصد الأرض                  | ?                  | ?                     |
|             | الاتحاد البريدي العالمي                   | ?                  | ?                     |
|             | البنك الدولي للإنشاء والتعمير             | 28 سبتمبر 1963     | 24 ديسمبر 1946        |
|             | منظمة حظر الأسلحة الكيميائية              | ?                  | ?                     |
|             | مؤسسة التمويل الدولية                     | 22 أكتوبر 1982     | 20 يوليو 1956         |
|             | المركز الدولي لتسوية المنازعات الاستشارية | 4 ديسمبر 1968      | 14 أغسطس 1997         |
|             | منظمة التجارة العالمية                    | 25 أكتوبر 1995     | ?                     |
|             | منظمة الشرطة الجنائية الدولية             | ?                  | ?                     |